# Tarcisio Burgnich
Tarcisio Burgnich (ur. 25 kwietnia 1939 w Rudzie, zm. 26 maja 2021 w Forte dei Marmi) – włoski piłkarz, który występował na pozycji środkowego lub prawego obrońcy.

## Kariera klubowa
Burgnich rozpoczynał piłkarską karierę w Udinese Calcio. Po dwóch latach przeniósł się do Juventusu, gdzie spędził rok. W sezonie 1961/1962 grał w US Palermo, latem 1962 roku został zawodnikiem Interu Mediolan. W drużynie "nerazzurrich" występował przez 12 lat, stając się jedną z legend tego klubu. Przez ten okres wystąpił w barwach Interu w 467 meczach (359 w Serie A, 61 w europejskich pucharach) i zdobył 6 goli. Był współtwórcą sukcesów mediolańskiego klubu w latach 60. i podstawowym jego zawodnikiem, gdy zespół ten w latach 1963, 1965, 1966 i 1971 zdobywał mistrzostwo Włoch, a w 1964 i 1965 Puchar Europy (prowadził go wówczas legendarny Helenio Herrera). Do sukcesów tych Burgnich dołożył także dwa Puchary Interkontynentalne w latach 1964 i 1965. W 1974 roku Tarcisio przeszedł do SSC Napoli, w którym po trzech sezonach, w 1977 roku, zakończył piłkarską karierę. Miał wówczas 38 lat.
| Sezon   | Klub           | Kraj   | Rozgrywki         | Mecze | Bramki |
| ------- | -------------- | ------ | ----------------- | ----- | ------ |
| 1958/59 | Udinese Calcio | Włochy | Serie A           | 1     | 0      |
| 1959/60 | Udinese Calcio | Włochy | Serie A           | 7     | 0      |
| 1960/61 | Juventus F.C.  | Włochy | Serie A           | 13    | 0      |
| 1961/62 | US Palermo     | Włochy | Serie A           | 31    | 1      |
| 1962/63 | Inter Mediolan | Włochy | Serie A           | 31    | 0      |
| 1963/64 | Inter Mediolan | Włochy | Serie A           | 33    | 0      |
| 1964/65 | Inter Mediolan | Włochy | Serie A           | 32    | 1      |
| 1965/66 | Inter Mediolan | Włochy | Serie A           | 30    | 0      |
| 1966/67 | Inter Mediolan | Włochy | Serie A           | 30    | 2      |
| 1967/68 | Inter Mediolan | Włochy | Serie A           | 30    | 0      |
| 1968/69 | Inter Mediolan | Włochy | Serie A           | 30    | 1      |
| 1969/70 | Inter Mediolan | Włochy | Serie A           | 26    | 1      |
| 1970/71 | Inter Mediolan | Włochy | Serie A           | 29    | 0      |
| 1971/72 | Inter Mediolan | Włochy | Serie A           | 27    | 0      |
| 1972/73 | Inter Mediolan | Włochy | Serie A           | 30    | 0      |
| 1973/74 | Inter Mediolan | Włochy | Serie A           | 30    | 0      |
| 1974/75 | SSC Napoli     | Włochy | Serie A           | 30    | 0      |
| 1975/76 | SSC Napoli     | Włochy | Serie A           | 30    | 0      |
| 1976/77 | SSC Napoli     | Włochy | Serie A           | 24    | 0      |
|         |                |        | Łącznie w Serie A | 495   | 6      |

## Kariera reprezentacyjna
W reprezentacji Włoch Burgnich zadebiutował 10 listopada 1963 roku w zremisowanym 1:1 meczu z reprezentacją ZSRR, rozegranym w ramach eliminacji do mistrzostw Europy 1964.
W 1966 roku Burgnich był członkiem kadry na mistrzostwa świata w Anglii. Zagrał w nich w 2 meczach: wygranym 2:0 z Chile oraz zremisowanym 0:0 z ZSRR. Włochy zajęły jednak dopiero 3. miejsce w grupie i nie awansowały do ćwierćfinałów.
W 1968 roku Burgnich wystąpił w mistrzostwach Europy. Zagrał w zremisowanym 0:0 meczu z ZSRR (Włochy wygrały dzięki rzutowi monetą) a następnie w dwóch finałowych meczach z Jugosławią. Dzięki zwycięstwu 2:0 w drugim z nich Włochy z Tarcisio w składzie sięgnęły po tytuł mistrza Europy.
Burgnich wystąpił także w kolejnym mundialu, 4 lata później w Meksyku. Tam także był podstawowym zawodnikiem swojej drużyny, zagrał we wszystkich meczach, także tym finałowym, przegranym 1:4 z Brazylią.
Karierę reprezentacyjną Burgnich skończył w 1974 roku. Zagrał 3 mecze na mistrzostwach świata w RFN: z Haiti (3:1), z Argentyną (1:1) oraz z Polską (1:2) i po nieudanym dla "Squadra Azzura" turnieju (nie wyszli z grupy) zakończył reprezentacyjną karierę.
W reprezentacji Włoch Burgnich przez 11 lat rozegrał 66 meczów i zdobył 2 gole (z Austrią w 1966 oraz podczas MŚ 1970 w półfinale z RFN).

## Kariera trenerska
Po zakończeniu kariery piłkarskiej Burgnich został trenerem i szkolił takie drużyny jak: FC Bologna, Como, Foggia, AS Lucchese, Cremonese, Genoa CFC i Vicenza.

## Sukcesy

### Juventus
- Mistrzostwo Włoch: 1960/1961

### Inter Mediolan
- Miistrzostwo Włoch: 1962/1963, 1964/1965, 1965/1966, 1970/1971
- Puchar Europy Mistrzów Klubowych: 1963/1964, 1964/1965
- Puchar Interkontynentalny: 1964, 1965

### SSC Napoli
- Puchar Włoch: 1975/1976

### Reprezentacyjne
- Wicemistrzostwo świata: 1970
- Mistrzostwo Europy: 1968

## Życie prywatne
Burgnich zmarł 26 maja 2021 w Forte dei Marmi.